# 3sat
3sat ist ein werbefreies deutschsprachiges öffentlich-rechtliches Fernsehprogramm. Als Gemeinschaftseinrichtung wird das Vollprogramm mit kulturellem Schwerpunkt vom ZDF, dem ORF, der SRG SSR (vertreten durch das Schweizer Radio und Fernsehen) und den Landesrundfunkanstalten der ARD betrieben. Federführender Sender ist das ZDF, an dessen Mainzer Standort auch das Sendezentrum mit den Studios für die Eigenproduktionen steht.

## Geschichte

### Fernsehprogramm

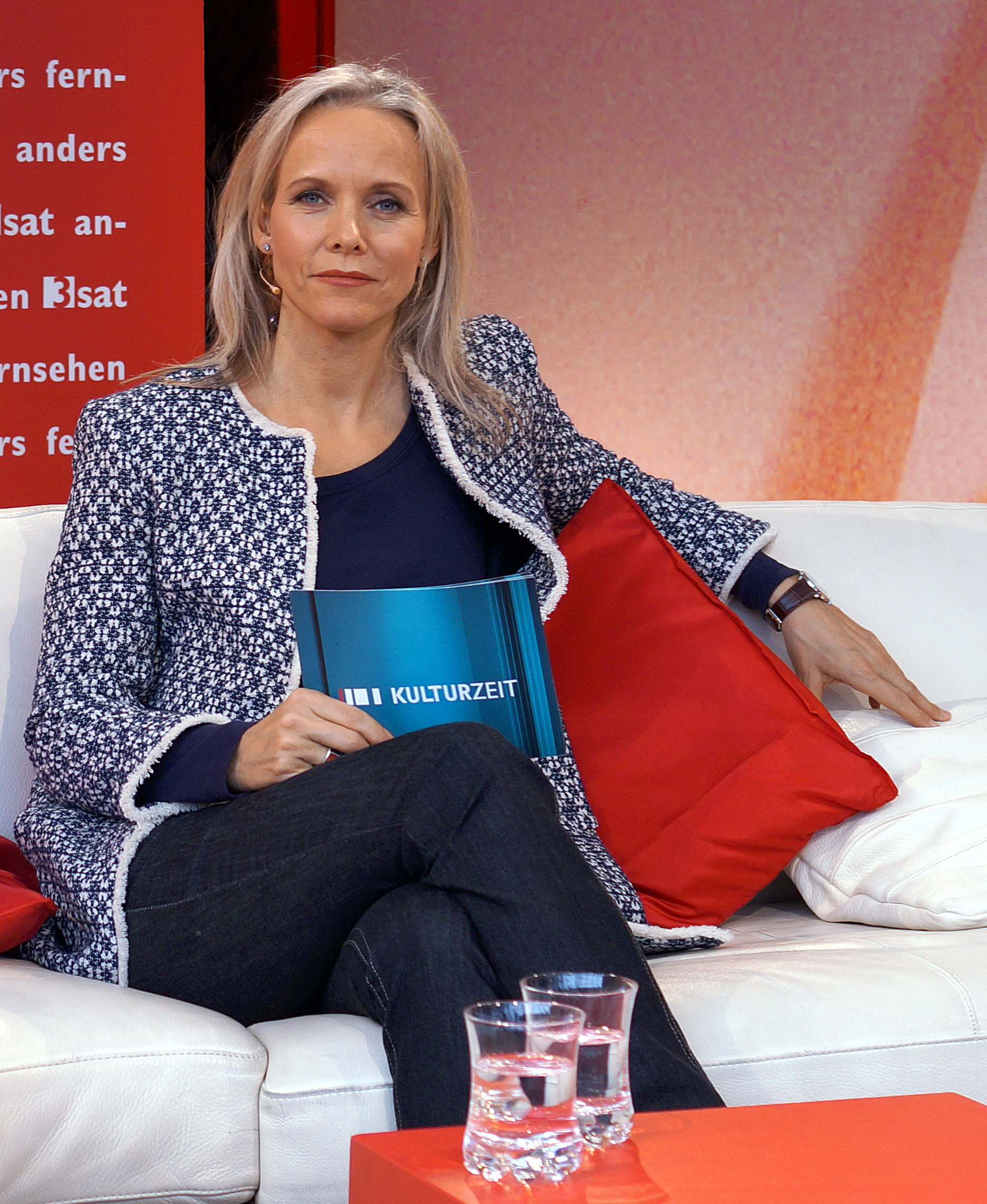
Kulturzeit-Moderatorin Andrea Meier auf der Leipziger Buchmesse 2016

Am 1. Januar 1984 startete in Ludwigshafen das dortige Kabelpilotprojekt, zu dem das ZDF das eigens hierzu neu gegründete Programm ZDF 2 beisteuerte. Doch noch im selben Jahr beschloss das ZDF zusammen mit den öffentlich-rechtlichen Rundfunkanstalten der Schweiz (Schweizer Fernsehen) und Österreichs (ORF) die Gründung eines gemeinsamen deutschsprachigen Kultur-Fernsehprogramms zur Verbreitung über Satellit. Sendestart dieses 3sat (3 für die Zahl der beteiligten Anstalten und Länder, sat für den damals neuartigen Übertragungsweg) genannten Senders war der 1. Dezember 1984. ZDF 2 wurde zu Gunsten des neuen Senders eingestellt. In den ersten Jahren bis etwa 1990 nutzte 3sat die Europahymne (Ode an die Freude) als musikalisches Motiv für die Programmpräsentation.
Der ebenfalls am 1. Januar 1984 gestartete ZDF Musikkanal, als eigenständiges Programm bis zum 31. Dezember 1988 auf Sendung, wurde ab Januar 1989 als Programmfenster vorgeschaltet. Bis Ende 1993 blieb der Musikkanal als Programmmarke für Musik-Sendestrecken bestehen und ging dann vollständig in den Sender auf. Inzwischen werden Musiksendungen auf 3sat meist unter dem Label Pop Around the Clock zusammengefasst.
1989 erreichte der Sender 7 Millionen Haushalte in Deutschland, Österreich und der Schweiz. Im Jahr 1990 stieg die DDR-Anstalt Deutscher Fernsehfunk (DFF) ein, und es wurde über eine Umbenennung in 4sat nachgedacht. Die Mitgliedschaft des DFF erlosch mit der Auflösung der Sendeanstalt gemäß dem Einigungsvertrag am 31. Dezember 1991.
Nach Einstellung ihres Kultursenders Eins Plus zum 30. November 1993 folgte als Partner die ARD. Damit wurde 3sat zum Vollprogramm. Heute teilen sich die Programmanteile auf in
- ZDF mit 32,5 Prozent,
- ARD mit 32,5 Prozent,
- ORF mit 25 Prozent und
- SRG mit 10 Prozent.

Entscheidungen werden im Konsens getroffen.
1995 begann die Dokumentarfilm-Reihe Schätze der Welt, im Oktober 1995 das Kulturmagazin Kulturzeit. Am 2. August 1999 startete das Onlineportal 3sat.de. Zum 15. Geburtstag im Dezember 1999 wurde ein neues Programmschema eingeführt, so ging das werktägliche Wissenschaftsmagazin nano auf Sendung.
2003 erreichte 3sat 40 Millionen Haushalte in Deutschland, Österreich und der Schweiz, europaweit 85,5 Millionen Haushalte. Seit Juni 2003 sendet 3sat mit einem neuen Design und einem neuen Logo. Dominierende Farbe des neuen Designs ist rot. Zum Logo wurde ein rotes die Drei umgebendes Rechteck; im Gegenzug wurden die vier blau gefärbten Quadrate entfernt. Mit der Überarbeitung gingen 49 neue Fernsehspots auf Sendung. Diese Einblendungen, die verschiedene Porträts präsentieren, wurden mit dem Vertigo-Effekt gedreht.
Im Jahr 2005 wurde 3sat gemeinsam mit n-tv kritisiert, weil die Sender Reportagen über Projekte von Hilfsorganisationen wie World Vision und der Christoffel-Blindenmission von diesen finanzieren ließen. Der Deutsche Rat für Public Relations stellte in diesem Vorgang kein unzulässiges Verhalten fest.
2008 erhielten die werktäglichen Sendungen nano und Kulturzeit jeweils ein neues Design und ein neues Studiodesign. Während der Medientage München 2008 wurde bei den „Eyes & Ears of Europe Awards“ die neue Kulturzeit-Studiodekoration mit dem ersten Preis für die „Beste Studiogestaltung“ ausgezeichnet.
Da man einen Teil der Finanzmittel des ZDF für das Budget des neuen Programms ZDFkultur einbringen wollte, bedeutete das Jahr 2011 das Ende für viele langjährige 3sat-Sendungen. Eingestellt wurden die 3satbörse, das Theatermagazin Foyer, das Computer- und Internetmagazin Neues, die Tiersendung Arche Noah, das Gerichtsmagazin Recht brisant, Vivo und andere.
Zum 1. April 2017 wurde im ZDF die Direktion Europäische Satellitenprogramme, die für die Programme 3sat und Arte zuständig war, aufgelöst. Ersetzt wird sie durch gemeinsame Redaktionen mit den anderen ZDF-Sendern, die der Programmdirektion unterstellt sind.
Im September 2024 wurde der Entwurf eines Rundfunkstaatsvertrags bekannt, mit dem die deutschen Bundesländer die Hörfunkprogramme und TV-Spartenkanäle ab Sommer 2025 reduzieren wollen. Zu den Vorschlägen zählt die Zusammenlegung von 3sat mit dem deutsch-französischen Kulturprogramm Arte. Kritisiert wird, dass damit Kernaufgaben des öffentlich-rechtlichen Rundfunks wegfallen würden. Die Arbeitsgemeinschaft Dokumentarfilm sowie die Journalistin Katja Riha starteten daraufhin Petitionen zum Erhalt des Senders. Wenige Tage vor der Entscheidung der Ministerpräsidenten der deutschen Bundesländer zu einer möglichen Fusion der Kulturkanäle 3sat und Arte sprach sich der Österreichische Rundfunk (ORF) deutlich für den Erhalt von 3sat aus. 3sat sei für Österreich wichtig, um nationale Medienproduktionen einem internationalen Publikum zugänglich zu machen. Zudem werde der politische Diskurs in Europa nachhaltig gefördert.

### Zeitschrift
Das 3sat TV- & Kulturmagazin war eine zwischen 2005 und 2018 quartalsweise erscheinende Programmzeitschrift.

### Logos und Slogan

Logo vom 1. Dezember 1984 bis zum 30. November 1993[18]
Logo vom 1. Dezember 1993 bis zum 31. Mai 2003 (mit vier ARD, ZDF, ORF und SRG/SSR symbolisierenden Quadraten)[19][20]
Logo vom 1. Juni 2003 bis zum 5. Februar 2019 (das rote Viereck symbolisiert die vier Rundfunkanstalten)[21][20]
Logo des HD-Simulcast vom 30. April 2012 bis zum 5. Februar 2019
Aktuelles Logo seit dem 5. Februar 2019
Logo des HD-Simulcast vom 5. Februar 2019 bis zum 14. Juli 2024[22]

Der Slogan von 3sat, „Anders Fernsehen“, wird seit 1992 durchgehend genutzt.

## Empfang

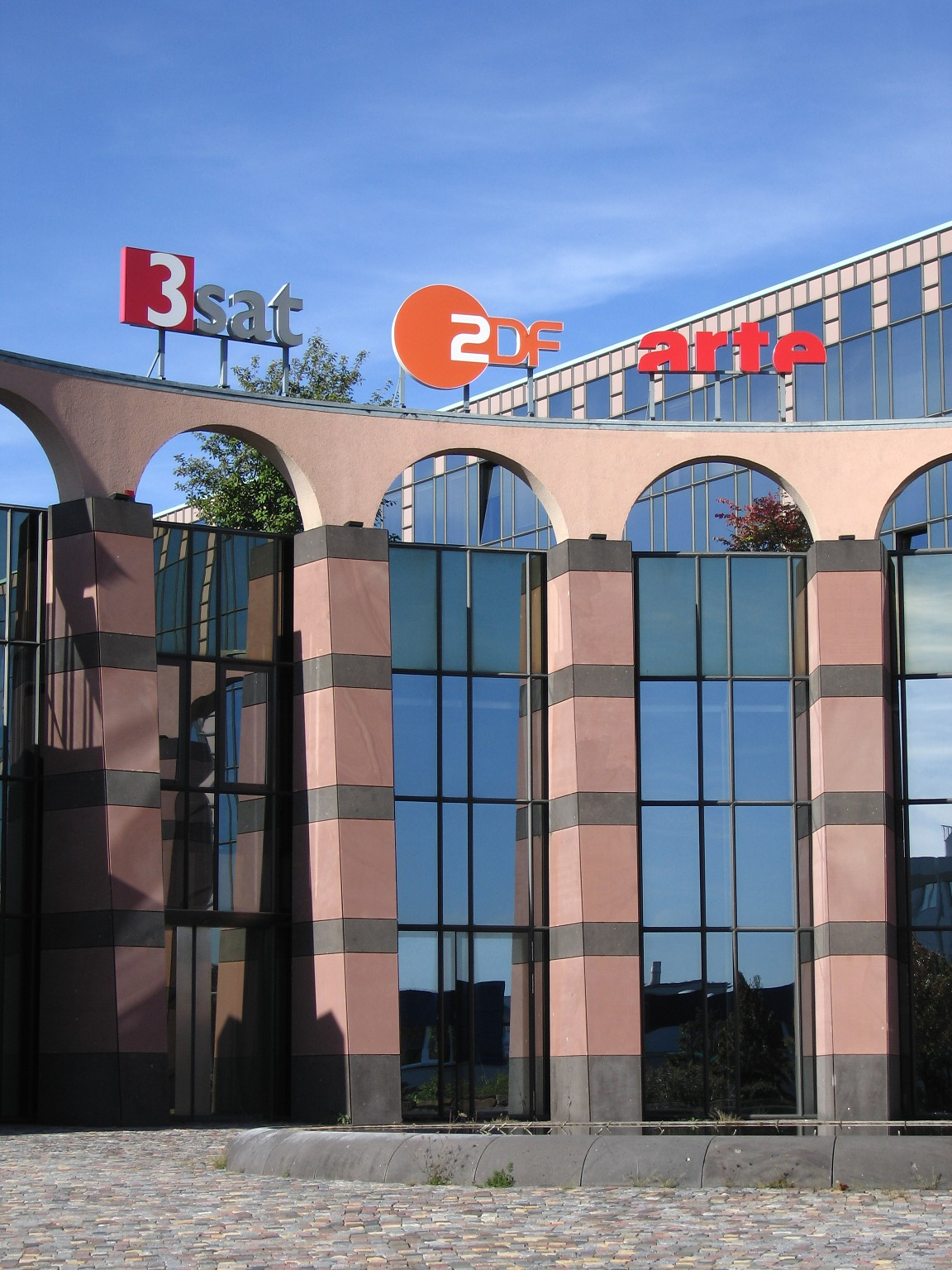
Sendezentrum 2 des ZDF in Mainz

Anfangs war 3sat über die Satelliten DFS-Kopernikus und digital in D2-MAC über TV-SAT 2 zu empfangen. Von Beginn an wurde das Programm in das Kabelfernsehnetz der Deutschen Bundespost eingespeist.
Der Sender wird heute über den Satelliten Astra in Europa ausgestrahlt und kann heute in Deutschland und Österreich fast flächendeckend über alle Kabelnetze, in den DVB-T-Empfangsgebieten und über die IPTV-Plattform Telekom Entertain empfangen werden. Im südlichen Afrika ist das Programm über die Sender von Deukom zu empfangen. Einzelne Sendungen sind über einen Live-Stream in der 3sat-Mediathek im Internet zu sehen. In Südtirol wird der Sender seit Mai 2010 von der Rundfunk-Anstalt Südtirol via DVB-T ausgestrahlt. Einzelne Filme werden in Österreich aus rechtlichen Gründen nicht über DVB-T ausgestrahlt, stattdessen wird ein Hinweis gesendet. Seit Juni 2013 wird das Programm in nativer HD-Qualität gesendet. Seit 15. Juli 2024 entfällt der HD-Zusatz im Logo.
Seit 30. Juni 2015 wird im Zuge der analogen Abschaltung im Kabelfernsehnetz von Unitymedia 3sat HD zusätzlich eingespeist. Bei der analogen Ausstrahlung ist 3sat seit dem 1. Juli 2015 nur noch in einem Zeitfenster von 17:00 Uhr bis 05:00 Uhr zu sehen, da der Sender in Zeitpartagierung mit Phoenix sich einen Programmplatz teilen muss.

## Sendungen
- 3satbörse (1989–2011)
- 3satBuchzeit
- 3satfestival
- 3sat-Wetter
- Ab 18!
- alles muss raus (2004–2007)
- Alpenpanorama/Panoramabilder
- auslandsjournal extra
- Beim Pelzig auf der Bank
- Besonders normal (2014–2021)
- Bosetti Late Night
- Berg und Geist (2004–2014)
- Dokumentarfilmzeit
- Einfach Mensch!
- Hitec (1991–2014)
- Kulturzeit
- Kunst hoch 2
- Ländermagazin
- Literatur to go
- makro (2011–2023)
- Museums-Check
- nano
- neues… (1992–2011)
- neues... der Anwenderkurs (1994–1998)
- neues... Computer für Kids (1995–1996)
- Olaf TV – Von Schubert zu Mensch (2010–2013)
- Peter Voß fragt (1992–2016)
- Pop Around the Clock
- Schätze der Welt
- Schweizweit
- scobel (2008–2025)
- Till Reiners’ Happy Hour
- Vivo (2006–2011)
- Wissen aktuell
- Wissen hoch 2

## Übernahmen und Wiederholungen aus dem Programm der Mitgliedssender

### Nachrichten
- heute (ZDF)
- Rundschau (SRF)
- Tagesschau (ARD)
- Zeit im Bild (ORF)

### Magazine, Reportagen, Dokumentarfilmreihen
- 37 Grad (ZDF)
- 37 Grad Leben (ZDF)
- 10vor10 (SRF)
- Aspekte (ZDF)
- Ausgerechnet (WDR)
- Country Roads (SRF)
- Das aktuelle Sportstudio (ZDF)
- DOK (SRF)
- Druckfrisch (ARD)
- erLesen (ORF)
- freizeit (BR)
- kinokino (BR)
- kulturplatz (SRF)
- Kunst + Krempel (BR)
- Literaturclub (SRF)
- Natur im Garten (ORF)
- Newton (ORF)
- Panoramabilder (BR)
- Philosophisches Kopfkino
- puzzle: Viele Kulturen – ein Land (BR)
- quer (BR)
- Querbeet (BR)
- SRFglobal (SRF)
- Sternstunde Philosophie (SRF)
- Terra X (ZDF)
- Terra X History (ZDF)
- Unkraut (BR)
- Zapp (NDR)
- ZDF.reportage (ZDF)

### Kochen und Kulinarik
- Hessen à la carte (hr)
- Klosterküche – Kochen mit Leib und Seele (NDR)
- Mit Herz am Herd (SR)
- Zu Tisch (ZDF)

### Kinderserie
- Alice im Wunderland
- Die Biene Maja
- Heidi
- Pinocchio
- Tim und Struppi
- Wickie und die starken Männer

### Satire und Comedy
- Alfons & Gäste (NDR)
- Asül für alle (BR)
- Das große Kleinkunstfestival (RBB)
- Die Anstalt (ZDF)
- extra 3 (NDR)
- Gute Unterhaltung mit Pierre M. Krause (SWR)
- Kabarett aus Franken (BR)
- Kroymann (ARD)
- Mitternachtsspitzen (WDR)
- nuhr im Ersten (ARD)
- Prix Pantheon (WDR)
- quer (BR)
- schlachthof (BR)
- SchleichFernsehen (BR)
- Spätschicht – Die Comedy Bühne (SWR)
- Was gibt es Neues? (ORF)
- Welke & Pastewka (ZDF)
- Willkommen Österreich (ORF)

## Preise
- 3sat-Preis
- 3sat-Publikumspreis
- 3sat-Dokumentarfilmpreis
- Literaturpreis Mainzer Stadtschreiber (gemeinsam mit dem Fernsehsender ZDF und der Stadt Mainz)

## Publikationen
- Anders fernsehen. Das 3sat-Fernsehmagazin. Mainz 2005–2006, DNB 977241467.
- 3satmagazin. Mainz 2007–2011, DNB 983428123.
- 3sat-TV- & Kulturmagazin. Mainz 2011–2018, ISSN 2511-1914, DNB 1013368215.